# إدارة لافاليخا
إدارة لافاليخا (بالإسبانية: Departamento de Lavalleja)‏(تلفظ بالإسبانية: ‎/laβaˈʝexa/‏) هي واحدة من إدارات الأوروغواي عاصمتها هي ميناس. تقع في جنوب شرق البلاد، تحدها من الشمال إدارة ترينتا ي تريس ومن الشرق إدارة روتشا ومن الجنوب إداراتي كانيلونيس ومالدونادو ومن الغرب إدارة فلوريدا.
سُميت هذه الإدارة على اسم العميد خوان أنطونيو لافاليخا، تكريماً لدوره العسكري والسياسي في استقلال البلاد.

## التاريخ
تأسست الإدارة في 16 يونيو 1837 من أجزاء من إداراتي سيرو لارغو ومالدونادو باسم ميناس. طُرح اقتراح في مجلس النواب في مارس 1888 لرفع التصنيف الإداري لقرية ميناس إلى بلدة وتغيير اسم المقاطعة إلى "لافاليخا". وهو ما اعتمد لكن دارات نقاشات حول حول حذف اسم ميناس من اسم الإدارة فقد كان هناك إجماع سياسي على تكريم قائد حملة التحرير بإطلاق اسمه على الإدارة.

## جغرافيا
تقع الإدارة في وسط شرق الأوروغواي وتبلغ مساحتها 10,016 كيلومتر مربع. يشكل نهرا أوليمار شيكو وأوليمار غراندي غالبية الحدود الشمالية للإدارة. يعبر الجزء الأوسط والشمالي من الإدارة العديد من الجداول التي تنبع من الشمال الغربي والجنوب وتصب في نهر ريو سيبولاتي في الشمال الشرقي للإدارة. ومن هذه الجداول من الشمال إلى الجنوب: أرويو غوتيريز وأرويو دي لوس موليس وأرويو دي لوس شانشوس وأرويو بولانكو وأرويو باريا نيغرا وأرويو شرائط غراندي وأرويو مارماراجا وأرويو أيجوا. أما في الجزء الجنوبي من الإدارة، فيتدفق نهر سانتا لوسيا مع روافده أرويو ديل سولداتو وأرويو كامبانيرو غراندي وأرويو فيردون من الشرق إلى الغرب.
تعبر سلسلة تلال كوتشيلا غراندي المنطقة من الجنوب إلى الشمال الغربي. بالقرب من مدينة ميناس في الجنوب، توجد وجهتان بارزتان للسياحة الطبيعية هما تلال سيرو أريكيتا وسيرو فيردون وتل سيرو إسبوليتاس.

## الخصائص الديموغرافية
في تعداد 2011، بلغ عدد سكان إدارة لافاليخا 58,815 نسمة (28,793 ذكر و30,022 أنثى) و 27,644 أسرة.
البيانات الديموغرافية للإدارة عام 2010:
- معدل النمو السكاني: 0.085٪
- معدل المواليد: 13.29 مولود / 1000 شخص
- معدل الوفيات: 10.23 حالة وفاة / 1000 شخص
- متوسط العمر: 35.6 (34.4 ذكر، 37.0 أنثى)
- متوسط العمر المتوقع:
  - مجموع السكان: 77.47 سنة
  - الذكور: 73.59 سنة
  - الإناث: 81.26 سنة
- متوسط دخل الأسرة: 23999 بيزو / شهر
- دخل الفرد في الحضر: 986 9 بيزو / شهر

| المدينة               | عدد السكان |
| --------------------- | ---------- |
| ميناس                 | 38,446     |
| خوسيه بيدرو فاريلا    | 5,118      |
| سوليس دي ماتاوجو      | 2,825      |
| خوسيه باتلي وأوردونيز | 2,203      |
| ماريسكالا             | 1,626      |

## الاقتصاد
تشارك لافاليخا بنسبة 1.6% من الناتج في إجمالي الدولة (2018). يشكل القطاع الثالث (46.1٪ من الاقتصاد) يليه القطاع الثانوي (35.1%) والقطاع الأولي (18.7%) وذلك في عام 2014.
يعتبر مصنع أسمنت أرتيجاس، الواقع بالقرب من مدينة ميناس، من أبرز المنشآت التي تستخرج الحجر الجيري والدولوميت والرخام. تستخرج مواد البناء الأخرى مثل الرمل والحصى وحجر البناء وطمي الطين المستخدم في صناعة الخزف الأحمر. أما مجال الزراعة فيكثر في شمال الإدارة ويربي المزارعون الماشية والأغنام بالأساس والأرانب. وتتنوع المحاصيل المزروعة بين فول الصويا والذرة والشعير والبطاطس والأرز وأشجار الفاكهة، ويستحدث فيها زراعة التوت والزيتون.

## الحكومة
تذكر المادة 262 من دستور الجمهورية ''تتولى المجالس الإدارية إدارة شؤون الإدارات باستثناء خدمة الأمن العام. تقع مقرات هذه المجالس في عواصم الإدارات، وتباشر أعمالها بعد مرور ستين يومًا على انتخابها. كما تنص المادة على أنه يجوز للعمدة تفويض السلطات المحلية بموافقة المجلس الإداري لأداء بعض المهام ضمن المناطق الإقليمية التابعة لكل منها''.

### البلديات
أنشئت بلديتين في مقاطعة لافاليخا في 15 مارس 2010 بموجب القانون رقم 18653، هما بلديتي خوسيه بيدرو فاريلا وسوليس دي ماتاوجو. أنشئت بلدية خوسيه باتلي وأوردونيز الثالثة في 27 مارس 2015 وفقًا للقانون رقم 19319. أنشئت بلدية ماريسكالا في 24 أكتوبر 2018 بموجب المرسوم الوزاري رقم 3518/018.
| الخريطة | الاسم                 | المساحة (كم²) | تعداد السكان (إحصاء 2011) |
| ------- | --------------------- | ------------- | ------------------------- |
|         | خوسيه باتلي وأوردونيز | 784           | 2283                      |
|         | خوسيه بيدرو فاريلا    | 852           | 5398                      |
|         | ماريسكالا             | لايوجد بيانات | لايوجد بيانات             |
|         | سوليس دي ماتاوجو      | 102           | 2924                      |